# Coghamarg
Coghamarg – wieś w Armenii, w prowincji Szirak. W 2011 roku liczyła 495 mieszkańców.